# 顧九思
顧九思（1532年—1610年），字與睿，號韋所，直隸蘇州府長洲縣（今屬江蘇蘇州市）人，民籍，明朝政治人物，隆慶間進士，官至通政使司右通政。

## 生平
隆庆四年庚午科應天府鄉試第八十一名舉人。隆慶五年（1571年）辛未科會試三十五名，三甲一百六十九名進士。礼部觀政，任豐城縣知縣，以知行第一，萬曆五年（1577年）七月擢戶科給事中，六年升兵科右，七年三月升礼科左，八年正月升本科都，给假，丁憂。十四年正月复除兵科都，充武举同考官，十五年十一月升太仆寺少卿专管京营，十七年十一月请改任南京，遷南京太常寺少卿，二十年正月官至通政司右通政，不久回籍调理，卒年七十九。

## 著作
有《掖垣題稿》。

## 家族
曾祖父顧瑢；祖父顧峘，按察司知事；父顧佐，監生。母吳氏；繼母馬氏。